# Deer Valley
Deer Valley is een wintersportgebied in de Wasatch Range in de Amerikaanse staat Utah. Het is een van twee skigebieden in het toeristische stadje Park City, zo'n 60 kilometer ten oosten van Salt Lake City; het andere is Park City Mountain Resort. Deer Valley is een van de duurdere, meer luxueuze skigebieden van Noord-Amerika. Opmerkelijk is dat enkel skiërs er zijn toegelaten, en dus geen snowboarders. Het skigebied telt 24 skiliften. Er vonden enkele evenementen plaats tijdens de Olympische Winterspelen 2002.
De skipistes van Deer Valley grenzen aan die van Park City Mountain Resort, maar er is geen gedeelde skipas. Als Deer Valley en Park City een skipas deelden, zou dit het vijfde grootste aaneengesloten skigebied van de wereld zijn en het grootste van Noord-Amerika.
In 2023 kondigde eigenaar Alterra Mountain Company in samenwerking met projectontwikkelaar Extell een grote uitbreiding aan; met een bijkomend skidorp aan U.S. Route 189, 16 nieuwe skiliften en meer dan 200 pistes. De eerste fase ervan is voorzien voor de winter van 2025–2026.